# Аке, Бальтазар
Бальтазар Аке́ (нем. Balthasar (Belsazar, Balthazar) Hacquet de la Motte; 1739—1815) — австрийский путешественник, естествоиспытатель, геолог, географ, врач, педагог, учёный-энциклопедист, считается пионером альпинизма, пионер в области исследования природы Карпат. В совершенстве владел немецким, французским, английским, латинским, чешским, словенским, польским языками. Он был эрудитом и проводил исследования в области геологии, минералогии, ботаники, химии, этнографии, петрологии и карстологии. Аке признан первым учёным, который выполнил обширные исследования Юлийских Альп.

## Биография
Родился в 1739 году во французском городе Ле Конке в Бретани.
В иезуитской коллегии Понт-а-Муссон получил степень доктора философии, в Монт Полли и в Париже изучал медицину. Окончил обучение в 1764 году в Венском университете.
В 1757—1763 годах как военный хирург принял участие в Семилетней войне. Был ранен, дважды попадал в плен. В середине 60-х годов XVIII века находится в герцогстве Каринтия на территории современной Австрии. С 1773 года по 1787 жил и работал в Ляйбахе.
В 1777 году он был первым, кто попытался взойти на вершину Триглав (2864 м) (самый высокий пик в Словении), но достиг только вершины Малый Триглав (2725 м), а восхождение на вершину Триглав ему удалось через два года.
В 1787 году Аке переехал на Галичину, где до 1805 года работал профессором естественного отдела Львовского университета. В 1805—1810 годах он работал в университете Кракова. В 1810 году переехал в Вену, где умер в 1815 году, там он и похоронен.

## Научная деятельность
Был членом более двадцати европейских академий наук и научных обществ: член Императорского общества земледелия (1772), его секретарь (1774—1780), профессор медицины в Ляйбахе (1773—1787), член Императорской академии редких явлений природы, член Курфюрстской академии в Майнце, Экономического общества в Лейпциге, Ботаническая-экономического общества во Флоренции, Земледельческого общества королевства Пьемонт.
Наибольшим уважением Аке пользуется у словенцев, которые считают его одним из первых своих просветителей, внёсшего значительный вклад в развитие словенской науки и расширившего знания о словенской земле, о её народе и его обычаях.
Автор около ста публикаций в области ботаники, биологии, географии и медицины.

## Публикации
- Альпийская растительность Крайны, 1782 г.
- Мир Крайны (4 тома), 1781—1787 гг.
- Новые физически-политические путешествия Аке в 1788—1795 гг. через Дакию, Сарматию, или Северные Карпаты (отпечатано на немецком языке в Нюрнберге 1790—1796 гг.)
- Reise durch die neu eroberten Provinzen Russlands, im Jahr 1797 (Путешествие 1797 года через новоприобретённые российские провинции). Издано в Лейпциге в 1798 г., дана географическая характеристика Правобережной Украины и Крыма).
- Автобиография, 1813.

## Пребывание в Галичине
Почти 20 лет находился в Галичине, на протяжении которых он изучал этот край и знакомил европейскую общественность со своими наблюдениями. Аке пригласил во Львов в 1786 году губернатор Галиции Иосиф Бригидо (пол. Joseph Brigido). 20 мая 1788 года Аке получил звание профессора биологии медицинского факультета Львовского университета. Акушерство и полеводство преподавал на украинском языке. Аке можно назвать предтечей географии во Львовском университете. Во Львове женился. После ликвидации Львовского университета 1805 году Аке переехал в Краков.
Аке описал Львов, в котором насчитал 322 каменных домов, 20 костёлов и церквей (до 1772 года их было 70), около 3 тысяч деревянных домов и 40 тысяч жителей, из них 6 % немецкоязычных.